# 아 기프티드 맨
《기프티드 맨》(영어: A Gifted Man)는 2011년부터 2012년까지 방영된 미국의 텔레비전 드라마이다.
대한민국에서는 채널 CGV에서 2012년 10월 22일부터 11월 20일까지 매주 4편씩 방영되었다.

## 출연
- 패트릭 윌슨
- 제니퍼 일리
- 마고 마틴데일
- 리엄 에이킨
- 줄리 벤즈
- 파블로 슈라이버
- 라셸 르페브르
- 애프턴 윌리엄슨